# 千成俊夫

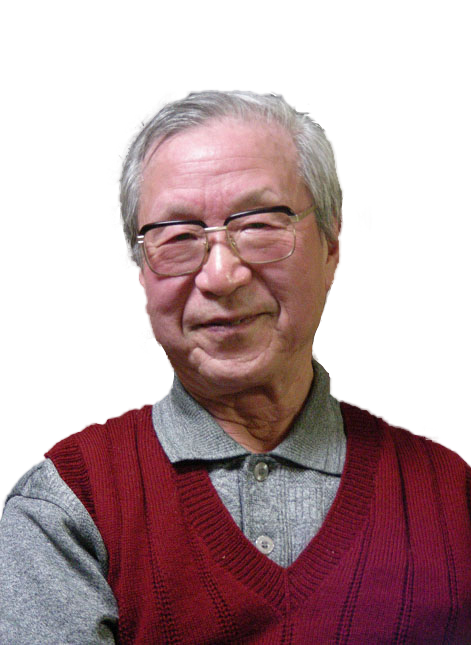
2011年12月17日に札幌リコーダー協会練習場（札幌市中央区大通り西22）で行われた忘年会にて。

千成 俊夫（せんなり としお、1931年1月2日 - 2017年11月25日）は、日本における音楽教育学の先駆者の一人。チェンバロやリコーダーの演奏家。古楽の演奏・普及のために幾つも団体を設立し、演奏会の企画、古楽の資料研究や解説に尽力した。

## プロフィール
1931年1月2日、北海道芦別市で、四男三女の二男として生まれる。富岡（現、厚真町）国民学校を卒業（1943年）後、学徒動員により三笠の炭鉱で働く（1945年）。北海道学芸大学一類中学校音楽科（現、北海道教育大学札幌校）を卒業し、札幌市立信濃中学校（1953年）、札幌市立北栄中学校（1956年）に勤務する。
古楽の演奏・普及のために『札幌リコーダー協会』を設立する（1959年）。
北星学園男子高校（1964年）、東京芸術大学音楽科へ留学し、服部幸三に「音楽学」を師事する（1965年）。北星学園女子短期大学付設保育教育専門学校（1967年改称前・北星学園女子短期大学部附設幼稚園教諭養成所）の音楽主任となる（1966年）。北海道大学大学院教育学研究科「教育方法」を修了する（1970年）。京都教育大学に勤務し（1971年）、広島大学教育学部福山分校の助教授となる（1976年）。文部省在外研究員としてハンガリー・ケチュケメート及び米国ミシガン州立大学で研修する（1980年）。奈良教育大学の教授（1983-1989年）、広島大学教育学部の教授（1989-1994年退職・広島大学名誉教授）、山口芸術短期大学の教授（1994-1998年）。
北海道の奈井江文化ホールの運営顧問として勤務し（1999-2003年）、名寄市立短期大学部の非常勤講師（2002年）、北広島市へ転居する（2003年）。となる。『札幌リコーダー協会』に復帰し（2004年頃）、『北広島古楽愛好の会』を設立し（2014年）、演奏会の企画、資料研究、解説に尽力する。2017年11月25日に永眠する（享年86歳）。

## 研究業績

### 著書
- 千成俊夫編著『達成目標を明確にした音楽科授業改造入門〜基礎学力保障のために（6）〜』明治図書出版,1982年
- 千成俊夫・竹内俊一編著『視点を変えた音楽の授業づくり』音楽之友社，1988年
- マルコム・テイト、ポール・ハック著、千成俊夫、竹内俊一、山田潤次共訳『音楽教育の原理と方法』音楽之友社，1991年
- 日本音楽教育学会編『音楽教育学の展望Ⅱ（上）』音楽之友社,1998年
- 千成俊夫、早川正昭編著『音楽教育学〜教職科学講座第22巻〜』福村出版,1990年
- 千成俊夫監修、吉田孝編著『音楽科教育の理論と実践〜音楽科教育法〜』現代教育社,1996年

### 論文等
- 千成俊夫「音楽教育における目標設定の基本原理」『京都教育大学教育研究所所報』第19号、京都教育大学教育研究所、1973年3月、191-201頁、ISSN 02882590、NAID 40000741632。
- 千成俊夫「J.S.バッハのカンタータにおけるリコーダーについて」『京都教育大学紀要 A 人文・社会』第44号、京都教育大学、1974年3月、67-99頁、ISSN 03877833、NAID 110000160496。
- 千成俊夫「音楽の授業成立に関する一考察 (砂沢喜代次教授退官記念号)」『北海道大学教育学部紀要』第25号、北海道大學教育學部、1975年12月、191-203頁、ISSN 04410637、NAID 120000968203。
- 千成俊夫「音楽教育の教育課程構成にかんする若干の問題-1-」『広島大学教育学部紀要 第四部』第26号、広島大学教育学部、1977年、87-97頁、ISSN 03863131、NAID 40003287956。
- 千成俊夫「音楽教育の教育過程構成にかんする若干の問題-2-」『広島大学教育学部紀要 第二部』第27号、広島大学教育学部、1978年、165-176頁、ISSN 04408713、NAID 40003287104。
- 千成俊夫, 宇田昌子「音楽教育の教育課程構成にかんする若干の問題-3-」『広島大学教育学部紀要 第二部』第29号、広島大学教育学部、1980年、189-199頁、ISSN 04408713、NAID 40003287232。
- 千成俊夫, 宇田昌子「音楽教育の教育課程構成にかんする若干の問題-4-」『広島大学教育学部紀要 第二部』第30号、広島大学教育学部、1981年、159-168頁、ISSN 04408713、NAID 40003287271。
- 千成俊夫「音楽教育の教育課程構成にかんする若干の問題-5-」『広島大学教育学部紀要 第二部』第31号、広島大学教育学部、1982年、129-138頁、ISSN 04408713、NAID 40003287297。
- 千成俊夫「米国における音楽教育カリキュラム改革-1-60年代以降の動向をめぐって」『奈良教育大学紀要 人文・社会科学』第33巻第1号、奈良教育大学、1984年11月、87-107頁、ISSN 05472393、NAID 120001850055。
- 千成俊夫「音楽教育の展望 : 教育の危機的状況をめぐって」『學習研究』第292巻、奈良女子大学、1984年12月、65-69頁、ISSN 09116117、NAID 110008699637。
- 千成俊夫, 八木正一, 吉田孝「音楽科の授業構成に関する一誌論」『教授学の探究』第3号、北海道大学教育学部教育方法学研究室、1985年3月、1-32頁、ISSN 0288-3511、NAID 120000961666。
- 千成俊夫「音楽学習における個人差と授業 (授業を考える)」『音楽教育学』第16号、日本音楽教育学会、1986年、122-127頁、ISSN 02896907、NAID 40003971938。
- 三上勝夫, 倉賀野志郎, 太田一徹, 高村泰雄, 千成俊夫, 吉野正敏, 前田賢次「シンポジウム 教授学研究の到達点と今後の課題 : 鈴木秀一さんの研究・実践から受け継ぐこと」『教育学の研究と実践』第12号、北海道教育学会、2017年9月、87-99頁、ISSN 1349-8266、NAID 40021425638。